# PorNO-Kampagne

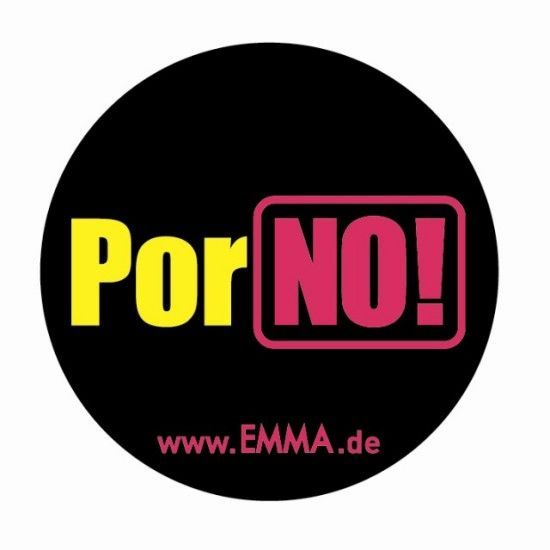
PorNO-Logo

PorNO ist ein Kofferwort aus Porno(-grafie) und NO (englisch: nein). Es steht für eine von Alice Schwarzer 1987 gestartete Initiative. Ziel ist ein deutsches Gesetz gegen Pornografie, wobei der Begriff der „Pornografie“ gleichzeitig neu definiert werden soll.

## Inhalte der Kampagne

### Motivation
Die 1987 ins Leben gerufene PorNO-Kampagne wendet sich gegen solche pornografische Darstellungen, in denen „verharmlosende oder verherrlichende, deutlich erniedrigende sexuelle Darstellung von Frauen oder Mädchen in Bildern und/oder Worten“ dargestellt werden. Damit beruft sich die Kampagne auf eine andere Definition von Pornografie, als sie heute allgemein üblich ist. Diese Art pornografischer Darstellungen seien eine Form von medialer Gewalt, welche die Würde der Frau verletzten. Zudem könnten pornografische Darstellungen die Hemmschwelle für reale Gewalttätigkeit gegen Frauen heruntersetzen.
Zur Kampagne wurde von Alice Schwarzer ein Buch gleichen Titels herausgegeben.

### Vorgeschichte

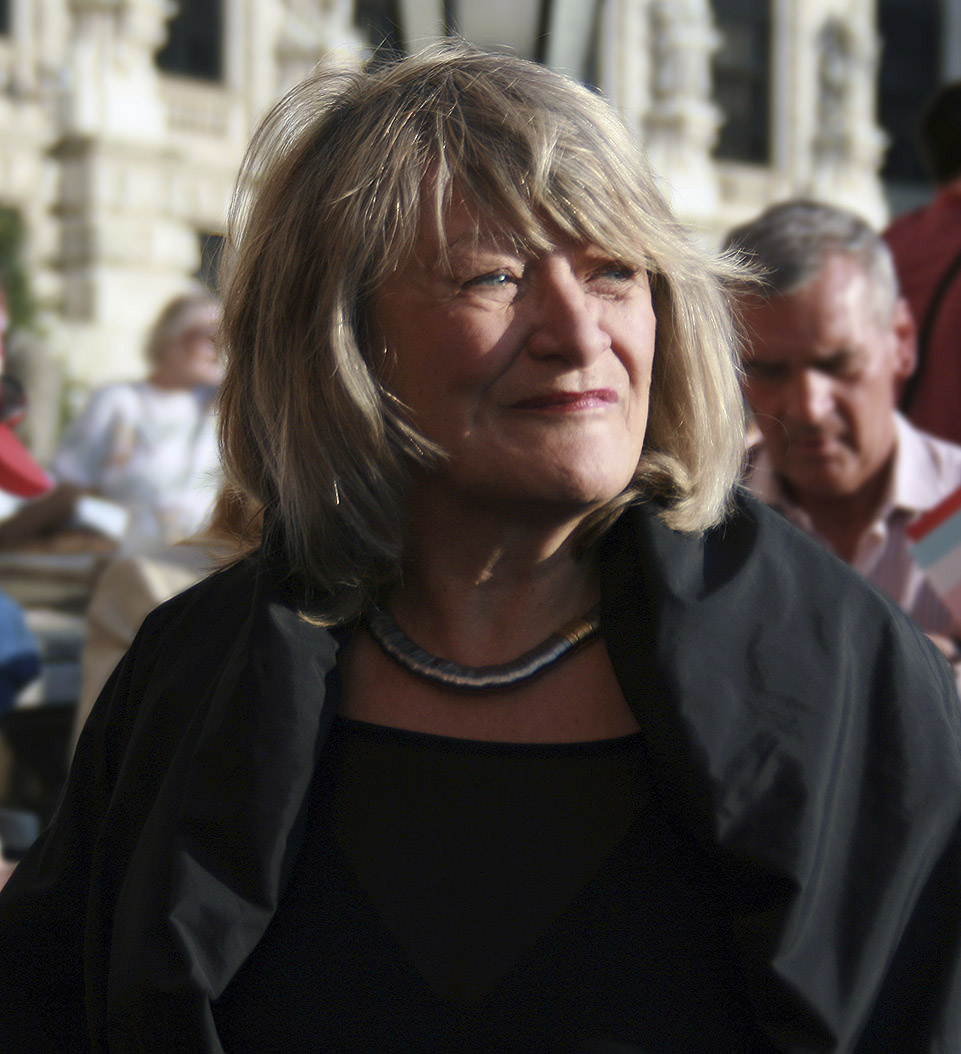
Alice Schwarzer, 2009

Das Thema der medialen Gewalt durch Pornographie wurde in Deutschland bereits neun Jahre zuvor diskutiert. 1978 wurde die Zeitschrift Stern wegen entwürdigender Frauendarstellung erfolglos verklagt (Sexismus-Klage), nachdem ein Titelbild die Sängerin Grace Jones in Ketten dargestellt hatte. Die Unterlassungsklage verfasste ebenfalls Alice Schwarzer, zusammen mit der Schauspielerin Inge Meysel und weiteren prominenten Frauen. Die Klägerinnen argumentierten, die Pornografie schaffe „ein Frauenbild, das Frauen zu Menschen zweiter Klasse degradiert“. Pornografie bedrohe dadurch „die elementaren Menschenrechte von Frauen: das Recht auf Würde oder Freiheit, auf körperliche Unversehrtheit oder Leben“. Die Klage scheiterte vor Gericht.

### Gesetzentwurf
1987 forderte Schwarzers Zeitschrift Emma im Rahmen der PorNO-Kampagne erneut ein Anti-Porno-Gesetz. Im Jahr 1988 veröffentlichte die Zeitschrift einen entsprechenden Entwurf, der gemeinsam mit der Juristin und Politikerin Lore Maria Peschel-Gutzeit erarbeitet worden war. Grundgedanke des Gesetzesvorschlags war die Definition von Pornografie als Verstoß gegen die Menschenwürde. Die hierdurch ausgelöste Anhörung in Bonn blieb ebenfalls folgenlos.

In Schwarzers Gesetzesentwurf zur Pornografie heißt es: 
„Die Definition geht davon aus, daß der zentrale Sinn der Pornografie die Propagierung und Realisierung von Frauenerniedrigung und Frauenverachtung ist.“
 sowie: 
„Pornographisch sind diejenigen Darstellungen zur sexuellen Anregung, die Frauen erniedrigen, sie in einer Ohnmachtsposition gegenüber Männern zeigen und zum Frauenhass oder gar Mord aufstacheln.“

### Aktualität sowie Bezug zu Sadomasochismus
Das Thema der PorNO-Kampagne wird regelmäßig wieder in der Öffentlichkeit diskutiert. Alice Schwarzer kritisiert insbesondere die Vermischung von Sexualität mit Gewalt, da sie „die Frauen und die Sexualität kaputt“ mache. Sie lehnt daher sadomasochistische Praktiken generell ab und bestreitet deren Legitimität. Ihre bekannteste Aussage in diesem Zusammenhang wurde erstmals in Emma, Heft 2, 1991 veröffentlicht: 
„Die Propagierung des weiblichen Masochismus durch Männer ist ein Angriff, durch Frauen ist es Kollaboration mit dem Feind.“

## Entstehungsgeschichtlicher Hintergrund
Die Entstehungsgeschichte der Kampagne lässt sich zumindest bis in die 1970er Jahre zurückverfolgen. Sie entstand im Umfeld einer bis heute andauernden Auseinandersetzung, die im angelsächsischen Raum unter der Bezeichnung „Feminist Sex Wars“ bekannt ist. Dort wurde die Auseinandersetzung um die Legitimität pornografischer Materialien gerade innerhalb feministischer Gruppen erstmals sehr kontrovers ausgetragen. Insbesondere die antipornografische Feministinnengruppe „Women Against Violence in Pornography and the Media“ (WAVPM) einerseits und sexpositive Feministinnen wie die lesbisch-sadomasochistische Gruppe Samois mit ihren Nachfolgegruppen andererseits führten einen sehr intensiven Diskurs, der in den Argumenten beider Seiten die Diskussion um die PorNo-Kampagne in wichtigen Aspekten vorwegnahm.

## Pornografiebegriff
Unter Pornographie wird im Rahmen der Kampagne die „verharmlosende oder verherrlichende, deutlich erniedrigende sexuelle Darstellung von Frauen oder Mädchen in Bildern und/oder Worten“ definiert, falls sie eines oder mehrere der folgenden Merkmale hat:
1. Die als Sexualobjekt dargestellten Frauen/Mädchen genießen Erniedrigung, Verletzung oder Schmerz.
2. Die als Sexualobjekte dargestellten Frauen/Mädchen werden vergewaltigt – vaginal, anal oder oral.
3. Die als Sexualobjekte dargestellten Frauen/Mädchen werden von Tieren oder Gegenständen in Vagina oder After penetriert.
4. Die als Sexualobjekte dargestellten Frauen/Mädchen sind gefesselt, geschlagen, verletzt, misshandelt, verstümmelt, zerstückelt oder auf andere Weise Opfer von Zwang und Gewalt.[4]

Der erste Punkt veranschaulicht eine generelle Ablehnung sadomasochistischer Praktiken, selbst wenn diese in voller Einvernehmlichkeit erfolgen. Der dritte Teilaspekt des Entwurfes lehnt die Verwendung von Dildos und Vibratoren kategorisch ab. Neben der Ablehnung bereits zum damaligen Zeitpunkt unter Strafe stehender sexueller Gewalttaten enthält das vierte Element die Forderung, auch einvernehmlich stattfindende Bondage zu verbieten. Als primäres Abgrenzungsmerkmal zwischen Erotika und Pornographie stellt Schwarzer (neben bereits gesetzlich verbotenen) auf legale, einvernehmliche BDSM-Praktiken ab. Dass an solchen einvernehmlichen Praktiken beteiligte Frauen als bloße Sexualobjekte bezeichnet wurden, stieß in diesem Zusammenhang wiederholt auf massive Kritik.
Schwarzers Position, dass Pornografie Frauen generell erniedrige, wird von einigen Feministinnen wie Andrea Dworkin und Catharine MacKinnon geteilt. Diese vertreten die Auffassung, dass die meiste Pornografie die Unterwerfung und Erniedrigung von Frauen fördere. Durch die Erniedrigung schaffe die Pornografie letztendlich sexuelle und kulturelle Rahmenbedingungen, welche die Ursache von Vergewaltigungen und sexuellem Missbrauch seien, indem sie Frauen zu beliebig verfügbaren Objekten einer männerdominierten Gesellschaft machten. Andere Feministinnen unterscheiden zwischen pornographischen Werken und Erotika, denen sie die negativen Aspekte der Pornografie nicht zuschreiben.
Andererseits lehnen viele Feministinnen der dritten Welle und postmoderne Feministinnen diese Kritik gegenüber der Pornografie ab und vertreten die These, dass die Mitwirkung an der Produktion oder der Konsum von Pornografie durch Frauen eine bewusste individuelle Entscheidung der einzelnen Frau sei und gerade nicht durch eine Sozialisation in einem kapitalistischen Patriarchat hervorgerufen werde. Schwarzer betonte hierbei wiederholt den aus ihrer Sicht bestehenden Zusammenhang zwischen Pornographie und Gewalt.

## Kritik an der Kampagne
Generell wird die ideengeschichtlich aus den 1960er-Jahren stammende Vorstellung, dass der Hauptzweck jeder Pornografie nicht die sexuelle Erregung des Betrachters, sondern die Unterdrückung der Frau sei, von Kritikern der Kampagne unter anderem unter Hinweis auf homosexuelle Pornografie im Allgemeinen und lesbische BDSM-Pornografie im Besonderen in Frage gestellt. Dass auch der Mann zum Lustobjekt der Frau wird, werde von der PorNO-Kampagne verschwiegen. Gerade schwule Pornografie, aber auch solche mit lesbischen BDSM-Hintergrund, werfe die Frage auf, wer in ihr einem Machtmissbrauch ausgesetzt sei. Die Assoziation von Pornografie mit Begriffen wie Hass und Aufstachelung zum Mord müsse in Frage gestellt werden.
Einige Kritiker stellen dazu fest, dass die Verwendung des Begriffes Kollaboration eine nicht gegebene kriegsähnliche Situation zwischen den Geschlechtern impliziere und die Aussage die Lebenswirklichkeit und Bedürfnislage submissiver Frauen generell diskriminiere.
Kritisiert wird ferner, dass die Existenz weiblich-dominanter Sadomasochisten durch die Thesen Schwarzers genauso wenig aufgegriffen und anerkannt werde wie der auch bei der Herstellung sadomasochistischer Materialien essentielle Grundsatz des Safe, Sane, Consensual.
Die französische Philosophin und Soziologin Isabelle Azoulay äußerte zu der Methodik der Kampagne wie folgt:
„Obwohl das Anliegen seiner klaren Sprache wegen Verständnis finden konnte und in wenigen Aspekten überzeugte, lösten die Versuche, die Gefahren der Pornografie wissenschaftlich zu dokumentieren, meistens gegenläufige Effekte aus, die im Widerspruch zu den Intentionen der Initiatorinnen standen. Die Laborexeperimente und andere Studien, die ihrer Empörung eine Grundlage geben sollten, haben wissenschaftlich gesehen geringe Gültigkeit oder basieren auf unannehmbaren Prämissen.“
Auch die enorme Bandbreite pornografischer Angebote, sowohl innerhalb heterosexuell orientierter als auch homo- oder bisexueller Pornografie, werde in der Kampagne generell als irrelevant angesehen bzw. nicht theoretisch beantwortet. Eine Einordnung nicht-heterosexueller Inhalte erfolge nicht. Gefordert wird eine differenziertere Analyse und Kritik pornografischer Darstellungsstrategien von ausgelebter Sexualität. Die US-amerikanische Vertreterin der Queer Theory, Gayle Rubin, konstatiert daher, dass feministische Kritik an Pornografie vom Typ der PorNO-Kampagne traditionelle normative Vorstellungen von Sexualität reproduziert, nach denen – gleich einem Dominoeffekt – jegliche Toleranz gegenüber mehr oder weniger von der Norm abweichenden Sexualitätsformen zu katastrophalen gesellschaftlichen Wirkungen führe. In den USA führte eine in ihren Grundstrukturen praktisch identische Diskussion zur Entstehung des Sex-positive feminism. Diese Bewegung reagierte in den frühen 1980er-Jahren auf die Versuche einiger antipornografisch orientierter Feministen wie Catharine MacKinnon, Andrea Dworkin und Dorchen Leidholdt, Pornografie in den Mittelpunkt feministischer Erklärungsmodelle für die Unterdrückung der Frau zu stellen. Schwarzers Positionen weisen teilweise starke Parallelen zu den dort vertretenen Positionen auf, teilweise bezieht sie sich auch ausdrücklich auf diese.
Kritiker monieren, dass die fundamentale Ablehnung von Pornografie durch Alice Schwarzer und EMMA dazu beigetragen habe, insbesondere Sadomasochistinnen von der deutschen Frauenbewegung zu entfremden. Kathrin Passig und Ira Strübel stellen in diesem Zusammenhang fest:
„Dass es für nicht wenige Frauen einen großen und befreienden Schritt bedeutet, ihre sadomasochistischen Phantasien in die Tat umzusetzen, ist im Emma-Universum nach wie vor nicht vorgesehen.“
Im Jahr 2009 wurde der erste feministische Pornofilmpreis in Berlin vergeben. Der von den Veranstalterinnen gewählte Name spielt auf Schwarzers Kampagne an: PorYes.

## Reaktionen
Nachdem der erste Versuch nicht den erhofften Erfolg zeigte, belebte Schwarzer 1998 die Kampagne erneut; so stellte sie unter anderem in einem Fernsehinterview bei der ARD im Februar 1998 ihre Position vor, dass es keine Frauen mit sadomasochistischen Neigungen gebe.
Im Verlauf des Jahres 1998 gelang es ihr, das parteiübergreifende Frauenbündnis gegen Pornographie zu schaffen, das sich zum Ziel setzte, Herstellung und Besitz auch schon gewaltfreier Pornografie gesetzlich mit Strafen zu belegen.
Neben Regine Hildebrandt (SPD), Sabine Leutheusser-Schnarrenberger (FDP), Christine Bergmann (SPD), Andrea Fischer (Die Grünen) und Rita Griesshaber (Die Grünen) unterzeichneten den Aufruf noch mehrere CDU- und CSU-Politikerinnen. Der frauenpolitische Sprecher der PDS Christian Schenk verweigerte sich dem Aufruf ausdrücklich.
In Folge forderte Christine Bergmann am 9. November 1998 im Rahmen eines Interviews mit dem Nachrichtenmagazin Der Spiegel unter anderem ein generelles Verbot sogenannter Gewaltpornografie, also ein generelles Verbot des Verkaufs, Verleihs und Besitzes sadomasochistischer Pornografie. Als ersten Schritt forderte sie ein ausdrückliches Verbot aller sadomasochistischen Erotika, die Frauen als passive Partnerinnen darstellen. Bergmann wird dabei durch das Frauenbündnis gegen Pornographie unterstützt.
Die Forderung wurde bundesweit von Sadomasochisten als versuchte Kriminalisierung stark kritisiert. Anfragen sadomasochistischer Interessenvertreter und Publikationen blieben trotz mehrmaliger Nachfragen seitens der Politikerin zunächst unbeantwortet. Erst nachdem das Nachrichtenmagazin einen kritischen Leserbrief der Gruppe SMart Rhein-Ruhr e. V. veröffentlicht hatte, reagierte das Ministerium mit einer Antwort. In dieser hieß es unter anderem:

„Frau Bundesministerin Dr. Bergmann beabsichtigt, die bisherige Straflosigkeit der Verbreitung von sexuell erniedrigenden Darstellungen von Frauen, die nicht eindeutig der harten Pornographie unterfallen, aus frauenpolitischer Sicht zu überdenken.“

In Folge wurden unter Sexualwissenschaftlern Stimmen laut, die die zunehmende Ideologisierung der Diskussion kritisierten. So stellte die Deutsche Gesellschaft für Sozialwissenschaftliche Sexualforschung fest:

„Hinter einigen Formulierungen der Ministerin sind in der Tat Auffassungen zu erkennen, die wir als Sexualwissenschaftler nicht gutheißen können, weil sie die tatsächliche Buntheit unserer Sexualitäten verkennen. Wir werden der Ministerin unsere Bedenken auch zukommen lassen, möchten dies gerade bei einer so sensiblen Thematik allerdings nicht auf dem öffentlichen Markt tun.“

In Folge forderte 1999 die damalige Bundesjustizministerin Herta Däubler-Gmelin ein klares Pornografieverbot:

„Ein vernünftiges Gesetz gegen Pornografie gehört in das Gesamtpaket gegen Sexualgewalt. Pornografie ist ein Verstoß gegen die Menschenwürde. Auch über Sanktionen für den Handel und den Konsum von Pornografie müssen wir nachdenken... Auch die Entschädigung für die Opfer von Pornografie ist ein Thema.“

Am 27. Dezember 2003 wurde im Zuge der Sexualstrafrechtsreform der Pornografie-Paragraph in Bezug auf Kinderpornografie und neue Medien ergänzt.
Im Herbst 2007 erschien erstmals wieder eine Ausgabe der EMMA, in der das Magazin nach eigenen Angaben eine weitere Kampagne gegen Pornografie startete. Die zugrundeliegende Definition der Zeitschrift lautet: „Pornografie ist die Verknüpfung in Text oder Bild von sexueller Lust mit Lust an Erniedrigung und Gewalt.“